# Jinshanpu (sockenhuvudort i Kina, Shanxi Sheng, lat 39,29, long 113,68)
Jinshanpu är en sockenhuvudort i Kina. Den ligger i provinsen Shanxi, i den norra delen av landet, omkring 190 kilometer nordost om provinshuvudstaden Taiyuan. Antalet invånare är 14 023. Befolkningen består av 6 610 kvinnor och 7 413 män. Barn under 15 år utgör 18,0 %, vuxna 15-64 år 72 %, och äldre över 65 år 9,0 %.
Runt Jinshanpu är det ganska tätbefolkat, med 104 invånare per kvadratkilometer. Närmaste större samhälle är Shahe, 11,6 km väster om Jinshanpu. Trakten runt Jinshanpu består i huvudsak av gräsmarker.
Genomsnittlig årsnederbörd är 671 millimeter. Den regnigaste månaden är juli, med i genomsnitt 170 mm nederbörd, och den torraste är januari, med 4 mm nederbörd.